# Paul Egell

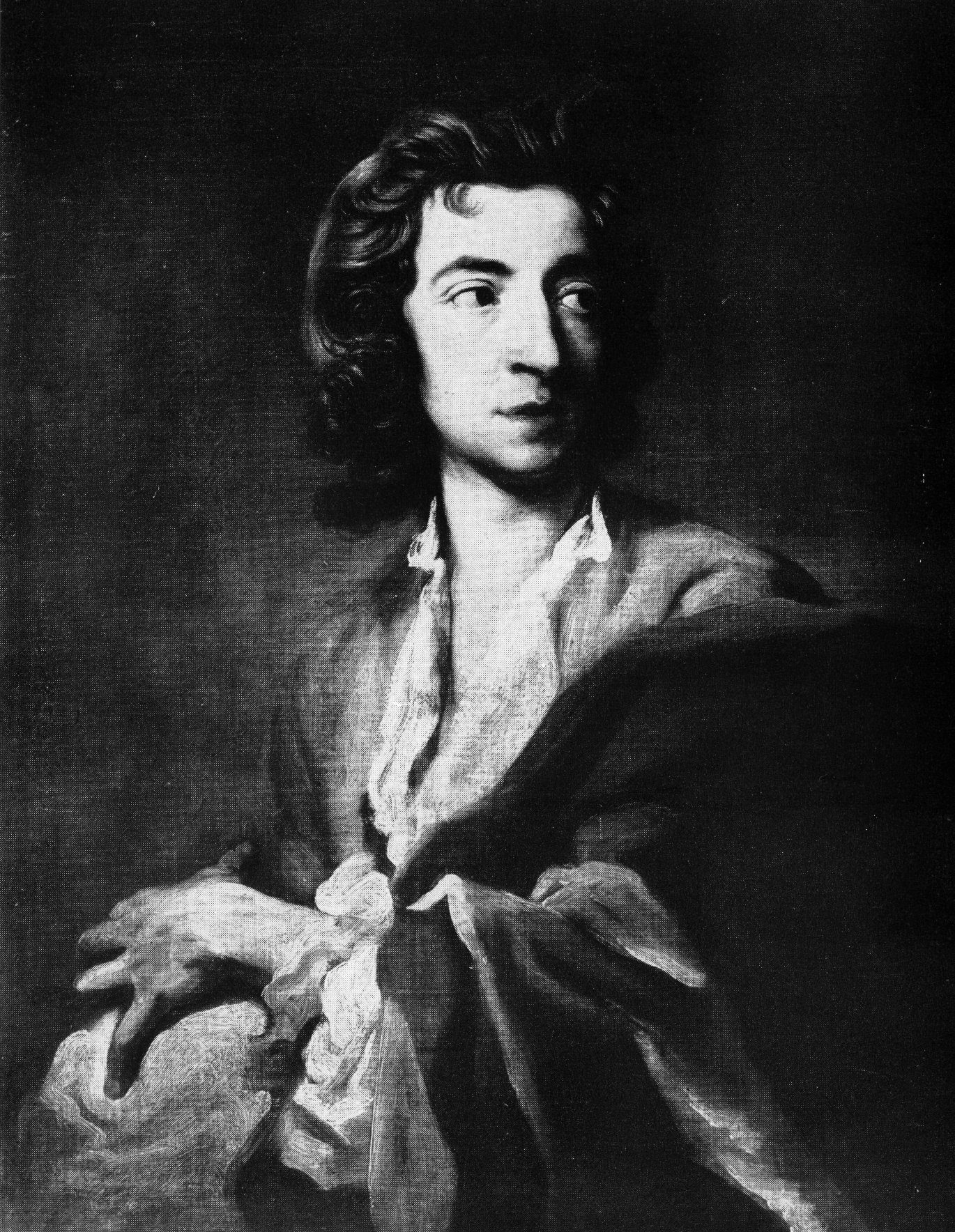
Paul Egell omstreeks 1730

Paul Egell (Mannheim, 9 april 1691 - 10 januari 1752) was een Duits beeldhouwer. Hij was een leerling van Balthasar Permoser in Dresden en werd in 1721 hofbeeldhouwer te Mannheim. Een van zijn meer bekende leerlingen was Ignaz Günther. Zowel decoratieve architecturale sculptuur - het fries boven het portaal van het Schloss Schwetzingen te Mannheim is onder andere van zijn hand - als altaarsculptuur en kleine reliëfs in rococostijl behoorden tot zijn oeuvre.
Zijn stijl wordt gekenmerkt door een ritmische structuur en gecombineerd met een brede vloeiende vorm, opgebouwd uit grote vlakken.
Egell wordt tot de grootste beeldhouwers uit de 18e eeuw gerekend.
Bekende werken van hem zijn: Beweinung Christi (ivoor, Kunstgewerbemus, Keulen), Judas Thaddeus (terracotta, Mittelrhein Landesmus, Mainz), Beweinung Christi (lindenhout, Liebieghaus, Frankfurt)
- Bibliothèque nationale de France: cb14957675j (data)
- Gemeinsame Normdatei: 118529013
- International Standard Name Identifier: 0000 0000 6663 1615
- Library of Congress Control Number: nr89001518
- Nederlandse Thesaurus van Auteursnamen: 074835467
- RKD-Nederlands Instituut voor Kunstgeschiedenis: 25646
- Système universitaire de documentation: 02970510X
- Union List of Artist Names: 500008946
- Virtual International Authority File: 59354069
- WorldCat: E39PBJmHMFp7j7gHm3jjMQHQv3